# Out of Water
Out of Water è un album in studio del cantante britannico Peter Hammill, pubblicato nel 1990.

## Tracce
1. Evidently Goldfish – 5:02
2. Not the Man – 4:24
3. No Moon in the Water – 4:36
4. Our Oyster – 5:33
5. Something about Ysabel's Dance – 5:32
6. Green Fingers – 4:35
7. On the Surface – 8:14
8. A Way Out – 7:17

## Formazione
- Peter Hammill – voce, chitarra, tastiere
- Stuart Gordon – violino (5)
- John Ellis – chitarra (1, 4, 7)
- David Jackson – sassofono (3, 6)
- Nic Potter – basso (3, 6)